# طريقة الجدولة الخطية

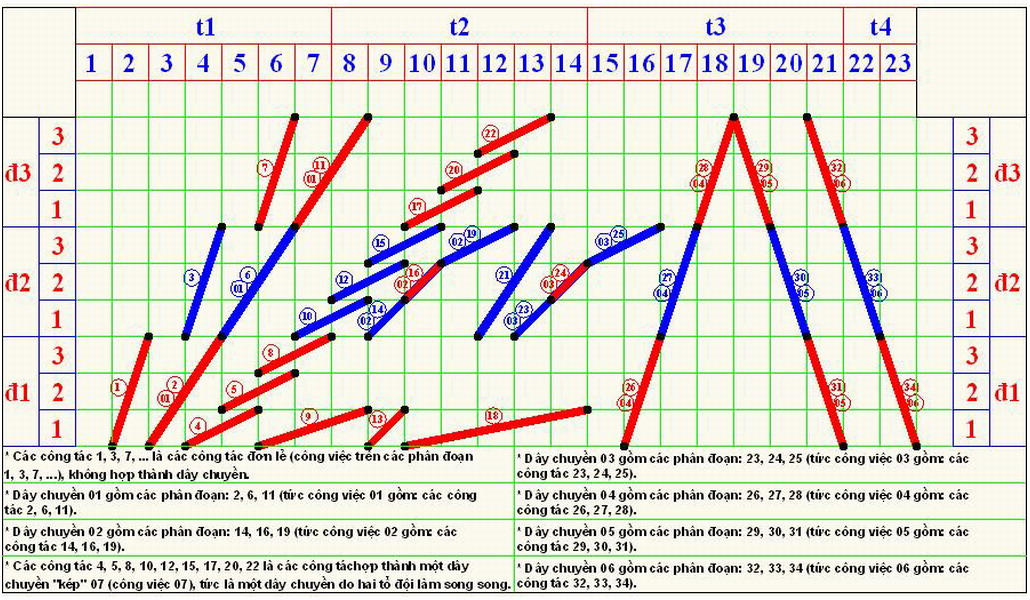

طريقة الجَدوَلَة الخطيَّة (LSM) هي طريقة جَدوَلَة بَيَانِيَّة تركز على الاستخدام المُستمر للموارد في الأنشطة المُتكرِّرة. ويُعتقد بأن هذه الطريقة تتبع في الأصل فكرة طريقة خطوط التوازن.

## الاستخدام
تُستخدم طريقة الجدولة الخطيّة بشكلٍ أساسي في قطاع الإنشاءات لجدولة الموارد المُستخدمة في الأنشطة المُتكرِّرة والتي تتواجد عادةً في الطُرق السريعة وخطوط الأنابيب والمباني شديدة الارتفاع، وكذلك مشروعات إنشاء السكك الحديدية. وهذه المشروعات تعرف باسم المشروعات المُتكرِّرة أو الخطيَّة. وتتمثل أهم الفوائد التي تتميَّز بها طريقة الجدولة الخطيَّة وغير الموجودة في طريقة المسار الحرج (CPM) في اعتمادها أساسًا على فكرة الاحتفاظ بالموارد بشكل مستمر أثناء العمل. بمعنى آخر، تقوم هذه الطريقة بجدولة الأنشطة بحيث تؤدي إلى:
1. تخفيض استخدام الموارد
2. تقليل أوقات الانقطاع في العملية قيد التنفيذ، بما في ذلك التوظيف والفصل من العمل
3. الحد من تأثير ظاهرة منحنى التعلّم

## الأسماء البديلة
وفقًا لـ, تم اعتماد أسماء أخرى معينة لطريقة الجدولة الخطيَّة، مثل:
- الجدولة القائمة على الموقع (المصطلح المُفضَّل في الكتاب)
- مخططات جانت
- خط التوازن
- خط سير العمليات
- طريقة الجدولة المتكررة
- طريقة الإنتاج الرأسية
- نموذج مصفوفة الزمن-المكان
- طريقة جدولة الحيز الزمني
- جدولة الاضطراب
- الجدولة المنطقية الرأسية والأفقية للمشروعات مُتعددَّة الطوابق
- الجدولة الرأسية والأُفقية
- عملية الإنشاء المُتكرِّرة والمتعددة
- تصوير الإنشاءات
- الجدولة الخطيَّة
- مُخطَّطات الزمن في مقابل المِسافة
- الجداول البيانية للميزانية الخطيّة
- مُخطَّطات السُرعة

## كتابات أخرى
- Robert B. Harris and Photios G. Ioannou Repetitive Scheduling Method
- David W. Johnston Linear Scheduling Method for Highway Construction